# Wanda Ossoria-Dobiecka
Wanda z Dobieckich herbu Ossoria Lenczewska, ps. Lenczeschy (ur. prawd. 1864, zm. 31 lipca 1918 w Petersburgu) – polska śpiewaczka.

## Życiorys
Była córką Napoleona Dobieckiego herbu Ossoria z Dobiecina i Pauliny z Bełdowskich herbu Jastrzębiec.
Śpiewu uczyła się we Włoszech. Była aktywna zawodowo w latach 1884–1896. Debiutowała jako Ossoria-Dobiecka. Śpiewała m.in. partię Amelii w Balu maskowym, Małgorzaty w Fauście, tytułową w Normie i w Halce. We wrześniu 1884 została zaangażowana do zespołu opery Warszawskiego Teatru Rządowego. Działała w nim do czerwca 1890. Śpiewała zazwyczaj partie sopranowe (Wenus w Tannhäuserze, Elza w Lohengrinie, Alicja w Robercie Diable, Rachela w Żydówce, Micaela w Carmen).
W dniu 11 października 1888 w Warszawie wyszła za mąż za inżyniera Władysława Lenczewskiego. Nadal posługiwała się nazwiskiem Ossoria-Dobiecka, ewentualnie Dobiecka. Urodziła jedną córkę, Adę (Adriannę Lenczewską), która również była śpiewaczką.
W 1890 wyjechała do Włoch. Tam występowała m.in. we Florencji i używała nazwiska Lenczeschy. W 1892 gościnnie występowała we Lwowie, śpiewając m.in. partię Amelii w Balu maskowym i partię tytułową w Normie. Po wyjeździe za granicę występowała m.in. w Mediolanie i Madrycie. W 1896 śpiewała w Łodzi, koncertując pod nazwiskiem Dobiecka-Lenczewska.